# Cappelle-la-Grande
 Cappelle-la-Grande  (en neerlandés Kapelle) es una población y comuna francesa, en la región de Norte-Paso de Calais, departamento de Norte, en el distrito de Dunkerque y cantón de Dunkerque-Ouest.

## Demografía
| 191                       | 304 | 257 | 286 | 297 | 303 | 311 | 291 | 310 | 344 | 497 | 461 | 537 | 641 | 627 | 687 | 658 | 688 | 786 | 1 115 | 1 494 | 2 142 | 2 317 | 2 559 | 2 157 | 3 156 | 4 781 | 5 723 | 7 962 | 9 186 | 8 908 | 8 613 | 8 329 | 8 134 |
| (Fuente: Cassini e INSEE) |     |     |     |     |     |     |     |     |     |     |     |     |     |     |     |     |     |     |       |       |       |       |       |       |       |       |       |       |       |       |       |       |       |